# Akodon kofordi
Akodon kofordi är en däggdjursart som beskrevs av Myers och William Hampton Patton 1989. Akodon kofordi ingår i släktet fältmöss, och familjen hamsterartade gnagare. IUCN kategoriserar arten globalt som livskraftig. Inga underarter finns listade i Catalogue of Life.
Denna fältmus förekommer med flera från varandra skilda populationer i Anderna i Peru och Bolivia. Arten vistas mellan 1800 och 3700 meter över havet. Habitatet utgörs av klippiga gräsmarker och buskskogar. Akodon kofordi besöker även skogar och går främst på marken.